# Liste der Monuments historiques in Cléden-Poher
Die Liste der Monuments historiques in Cléden-Poher führt die Monuments historiques in der französischen Gemeinde Cléden-Poher auf.

## Liste der Bauwerke
| Bezeichnung                                                 | Beschreibung                          | Standort                 | Kennzeichnung | Schutzstatus | Datum | Bild           |
| ----------------------------------------------------------- | ------------------------------------- | ------------------------ | ------------- | ------------ | ----- | -------------- |
| Kirche Notre-Dame-de-l’Assomption mit Calvaire und Beinhaus | Erbaut im 15./16. Jahrhundert         | Place de l’Église (Lage) | PA00089871    | Classé       | 1983  | weitere Bilder |
| Manoir du Ster                                              | Herrenhaus, erbaut im 16. Jahrhundert | (Lage)                   | PA29000068    | Inscrit      | 2009  |                |

## Liste der Objekte

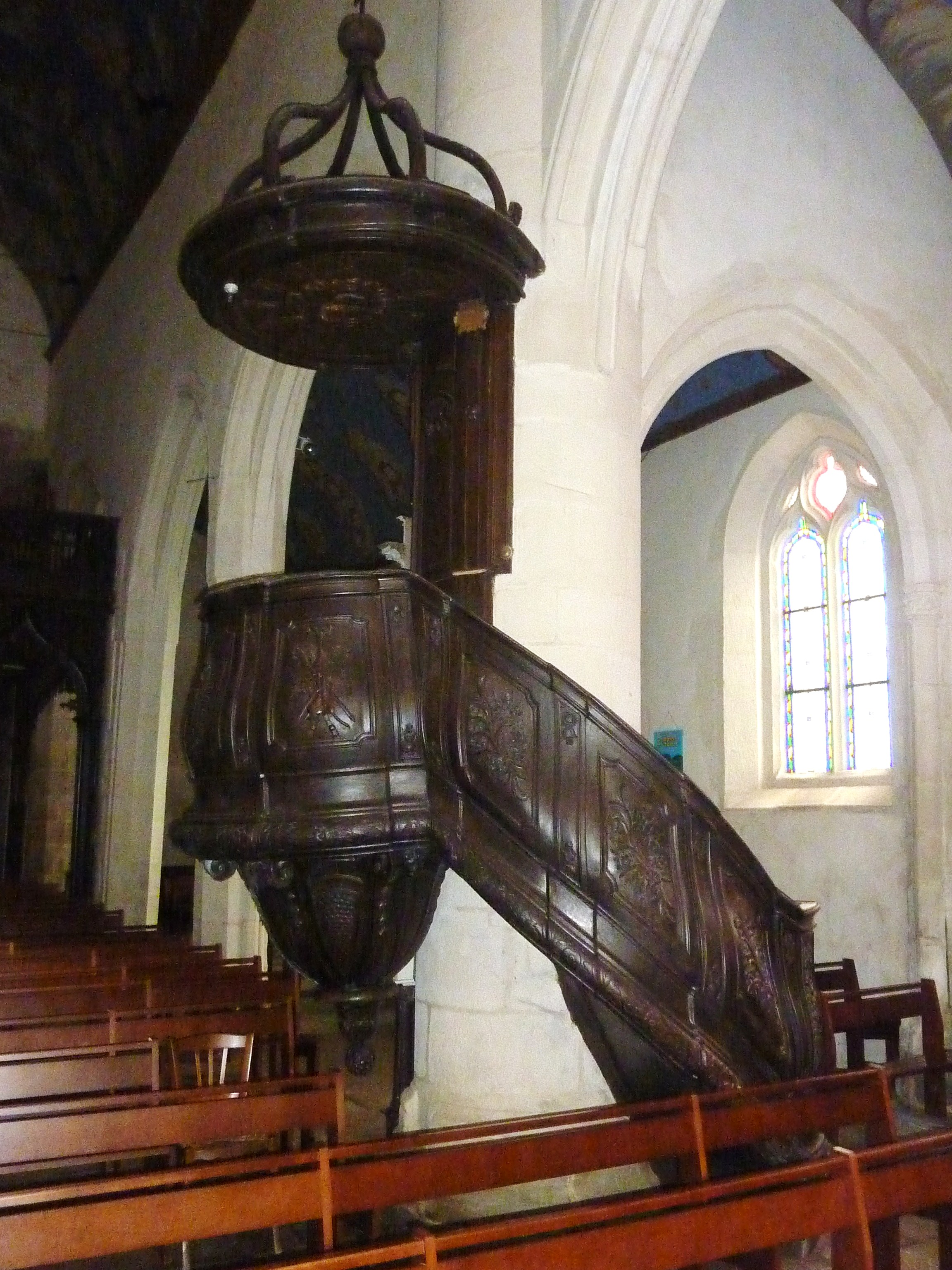
Kanzel (18. Jahrhundert) in der Kirche Notre-Dame-de-l’Assomption

- Monuments historiques (Objekte) in Cléden-Poher in der Base Palissy des französischen Kultusministeriums